# Ben Azzouz (distrito)
Ben Azzouz é um distrito localizado na província de Skikda, Argélia. Sua capital é a cidade de Benazouz. A população total do distrito era de 45 139 habitantes, em 1998.[carece de fontes?]

## Comunas
O distrito está dividido em três comunas:
- Benazouz
- El Marsa
- Bekkouche Lakhdar